# Manuel Rubio
Manuel Rubio, född 13 september 1951, är en spansk bågskytt. Han deltog vid olympiska sommarspelen 1984.